# Conuvoion
Conuvoion (Conwoïon, Convoyon) (* um 800 in Comblessac; † 868 in Maxent oder in Plélan) war ein bretonischer Geistlicher. Er war der erste Abt von Redon.
Conuvoion war Adeliger bretonischer Abkunft. Er wurde in Vannes durch Bischof Raginarius erzogen und zum Diakon geweiht. Er war Erzdiakon von Vannes, bevor er in den Benediktinerorden eintrat und sich in die Einsamkeit zurückzog. 831 oder 832 gründete er die Abtei von Saint-Sauveur bei Redon (Rodon) und wurde ihr erster Abt. Er soll angeblich zahlreiche Wunder bewirkt haben. Conuvoion hatte gute Beziehungen zu Nominoë, dem Herzog und nachmaligen König der Bretagne, der Redon mit der Beute aus der Plünderung von Saint-Florent-le-Vieil ausstattete. Das Kloster wurde schließlich wegen der Normanneneinfälle verlassen, die Mönche zogen sich nach Plélan (?) zurück. Conuvoion trat wegen fortgeschrittenen Alters als Abt zurück und starb ein Jahr später am 5. Januar 868. Sein Nachfolger wurde Ritcant (867–871). Conuvoions Gebeine wurden nach Redon überführt, aber gingen während der französischen Revolution verloren.
St. Conuvoion war mit St. Fiacrius befreundet.
Conuvoion wurde 1866 von Papst Pius IX. heiliggesprochen. Sein Festtag ist der 5. Januar.